# Paulino Pallás
Paulino Pallás Latorre ou Paulí Pallàs i Latorre (1862–1893) foi um anarquista ilegalista catalão da segunda metade do século XIX. Ganhou notoriedade ao ser o autor do atentado de 24 de Setembro de 1893 contra a vida do comandante-geral (governador militar) da Catalunha, o general Arsenio Martínez Campos durante uma parada militar. Foi executado por fuzilamento em 6 de Outubro de 1893. Alguns historiadores atribuem a ele também o atentado à bomba no Teatro de Alcântara no Rio de Janeiro em 1 de Maio de 1891.

## Biografia

### Primeiros anos
Paulino Pallás nasceu em 1862 na cidade de Cambrils, Campos Baixos, na região da Catalunha. Era filho de um pedreiro de Maella, teve uma infância muito dura chegando a passar por períodos de fome em diversas ocasiões. Aprende sozinho a escrever e ler e ainda na adolescência assume o ofício de caixeiro viajante passando a viajar por anos não só por toda a Espanha, mas também pela França e pela Itália. Em suas viagens tem contato com textos anarquistas tornando-se em pouco tempo um grande leitor.

### Viagem pela América do Sul
Indo para a Argentina lá conhece Errico Malatesta com quem viaja até à Patagônia. Assume residência em Rosário onde obtém a fama de culto e instruído. Participa de encontros e manifestações de anarcocomunistas pela Argentina celebrando o 1.º de Maio de 1890 em Rosário. Em seguida viaja para o Brasil onde se revolta com as más condições em que vivem os trabalhadores brasileiros. Segundo alguns historiadores, Pallás teria lançado uma bomba no teatro Alcantara no Rio de Janeiro em 1 de Maio de 1891.

### Retorno à Espanha
Perseguido, Paulino retorna a Barcelona, onde reencontra Malatesta. Não conseguindo encontrar um trabalho fixo, compra uma máquina de costura e passa a fazer trabalhos para uma fábrica têxtil. Nessa época passa a integrar o coletivo Benvenuto Salud junto com Manuel Archs Solanelles e Pere Marbà, com o grupo aprende o ofício de tipógrafo e passa a publicar textos anarquistas. Nesta mesma época junta-se com uma mulher com a qual tem um filho.

### O ataque daGran Vía

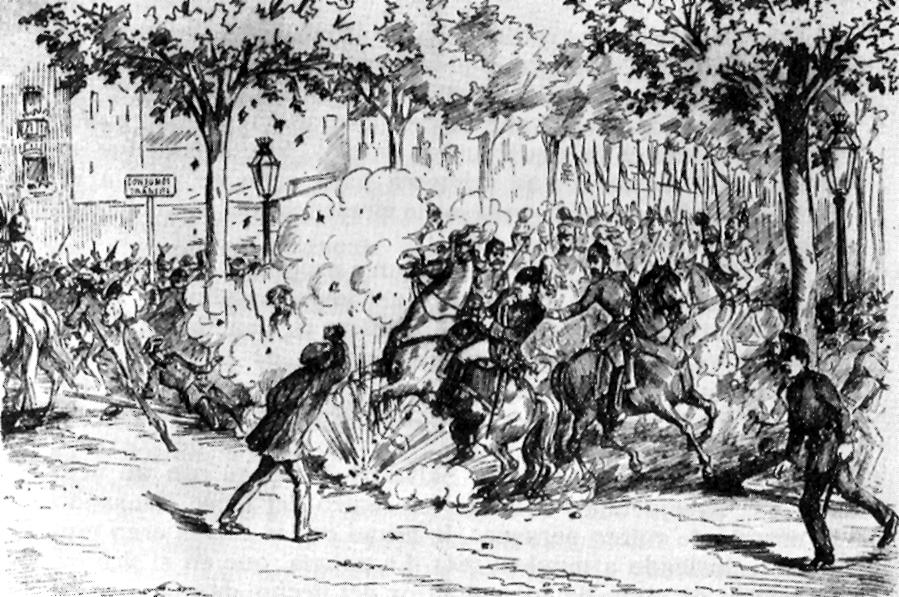
Imagem de jornal do atentado de Paulino Pallás

Em 24 de Setembro de 1893, dia de Nossa Senhora de Mercedes, padroeira de Barcelona (Espanha) Paulino Pallás lança duas bombas de Orsini aos gritos de "Viva a Anarquia" na carruagem do comandante-geral da Catalunha Arsenio Martínez Campos quando esta se dirigia para uma um desfile de tropas e autoridades na Gran Vía.
As bombas batem na lateral da carruagem do comandante-geral sem, no entanto, atingir a posição desejada. Ao explodir uma delas mata um guarda civil (Joseph Tous) e ambas deixam outros doze feridos, entre estes alguns generais. O comandante Arsenio Martinez Campo, principal alvo da ação, sobrevive apenas com alguns arranhões.

### Motivações
Em Janeiro de 1892, após dois anos de perseguição estatal, uma rebelião camponesa tem início em Jerez. As organizações camponesas de inspiração anarquista são duramente reprimidas. O estado mobiliza as forças armadas que intervêm com violência desproporcionada prendendo e torturando centenas de pessoas. Dezesseis homens são julgados e condenados a penas que vão de 10 anos a prisão perpétua. O anarquista Fermín Salvochea, conhecido como "santo", é julgado por incitação a rebelião apesar de se encontrar aprisionado na detenção de Cadiz durante o incidente. Quatro são sumariamente executados por um pelotão de fuzilamento no dia 16 de Fevereiro. Diante de tamanho número de injustiças, Pallás decide agir contra a vida do principal responsável pela operação, o general Arsenio Martinez Campo.

### Prisão e execução

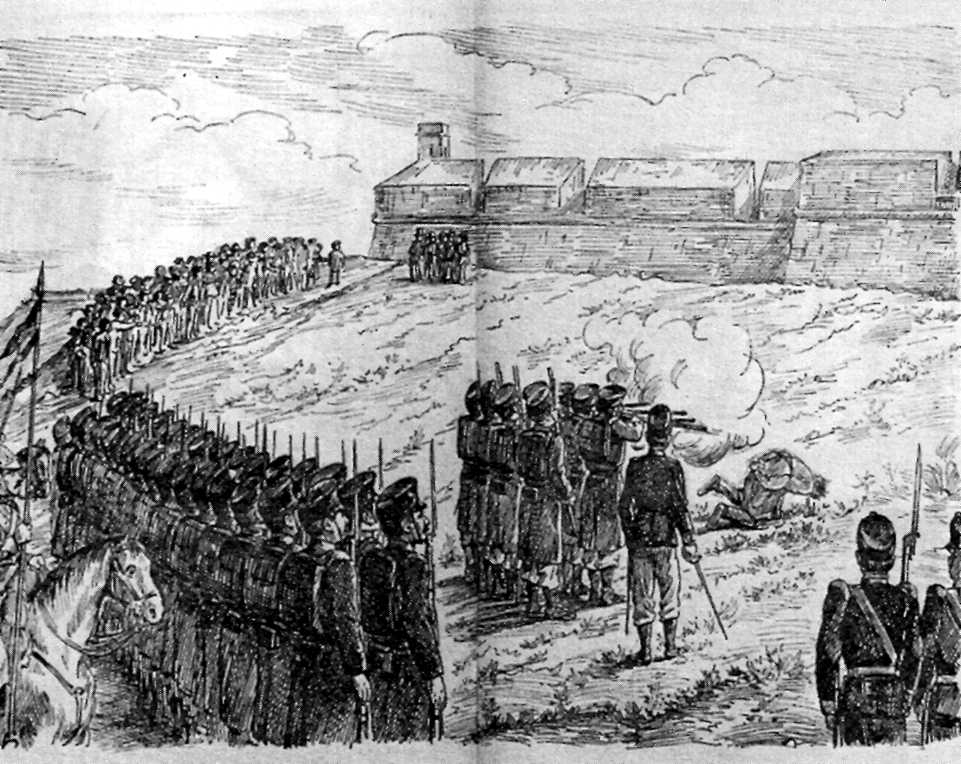
Imagem de jornal da execução de Paulino Pallás

Após lançar as duas bombas Paulino Pallás não teve qualquer intenção de fugir. Ao invés disso lançou seu chapéu para o alto e continuou a gritar em alto e bom som "Viva a Anarquia!". Foi preso imediatamente, julgado e condenado no dia 29 de Setembro. Em 6 de Outubro de 1893, no pátio da prisão do castelo de Montjuïch, em Barcelona, Pallás foi executado por um pelotão de fuzilamento. Antes da execução, Pallás avisou que a vingança por sua morte seria ainda mais terrível que os motivos pelos quais iriam executá-lo.

### Conseqüências
O "Ataque da Gran Via", como ficou conhecido na época, teve grande repercussão na conferência anarquista de Chicago daquele mesmo ano, onde a ação de Pallás foi considerada justificável pelos terríveis atos cometidos até então pelo estado espanhol não só contra seus cidadãos mas também em suas colônias. Anarquistas do mundo todo apoiaram a ação de Pallás e muitos periódicos anarquistas da época — entre estes La Controversia, El Oprimido e La Revancha vão expressar seu apoio à ação contra Martínez de Campos considerando uma ofensa contra a humanidade nomeá-lo comandante-geral da Catalunha.
Um dia após sua execução uma carta autobiográfica de Pallás escrita em 3 de Outubro de 1893 seria publicada no jornal El País. Paradoxalmente e provavelmente movido pela culpa, após a execução de Pallás, o cruel General Martínez passa a proteger especialmente a família de Pallás; coloca sua companheira para trabalhar como assistente na cozinha de sua casa e cuida da saúde e educação de seu filho durante toda a sua vida. Na vida adulta seu filho acaba por se tornar um destacado militante do sindicato livre, que apesar do nome era uma organização patronal vinculada ao exército que fez oposição às organizações anarquistas e progressistas nas décadas seguintes.

## Ciclo de revanches
A execução de Paulino Pallás faz parte de um longo ciclo de revanches entre os anarquistas espanhóis e o estado. Em um sentido mais amplo ele se relaciona com outros ciclos de revanche que paralelamente aconteceram em outros países da Europa.
Em 7 de Novembro de 1893, em represália pela sua execução, Santiago Salvador Franch lança dois artefatos explosivos contra a platéia (eminentemente composta por membros da elite aragonesa) da casa de ópera do Liceu de Barcelona durante a apresentação da ópera Guilherme Tell. Salvador Franch também seria executado em 21 de Novembro de 1894.
Em 7 de Junho de 1895, uma bomba explode em meio a uma procissão de Corpus Cristi. Doze pessoas morrem e quarenta e quatro ficam feridas. Uma série de outras ações fariam parte deste ciclo nos anos posteriores.
Relacionados a rebeliões populares e ações diretas violentas empreendidas por outros ilegalistas na Europa, tais atos foram vinculados pela imprensa burguesa à Internacional Negra, uma suposta conspiração anarquista mundial que tinha como objetivo acabar com líderes e burgueses influentes por todo o mundo.